# HD 200375
HD 200375，又名BD+00 4648，SAO 126491、HR 8056，是一颗恒星，视星等为6.25，位于銀經50.85，銀緯-28.11，其B1900.0坐标为赤經20h 57m 58.6s，赤緯+1° -28.11′ 19″。